# Episodi di Winners & Losers (seconda stagione)
La seconda stagione di Winners & Losers è stata trasmessa in Australia su Seven Network dal 26 giugno al 27 novembre 2012.
In Italia la stagione è inedita.
| nº | Titolo originale                  | Titolo italiano | Prima TV Australia | Prima TV Italia |
| -- | --------------------------------- | --------------- | ------------------ | --------------- |
| 1  | The Happily Ever After Thing      | —               | 26 giugno 2012     | Inedito         |
| 2  | Grape Expectations                | —               | 3 luglio 2012      | Inedito         |
| 3  | Welcome to the Family             | —               | 10 luglio 2012     | Inedito         |
| 4  | Juggling's Not Just a Party Trick | —               | 17 luglio 2012     | Inedito         |
| 5  | A Day in the Life                 | —               | 24 luglio 2012     | Inedito         |
| 6  | Twists of Fête                    | —               | 31 luglio 2012     | Inedito         |
| 7  | What Lies Beneath                 | —               | 7 agosto 2012      | Inedito         |
| 8  | Letters and Lies                  | —               | 14 agosto 2012     | Inedito         |
| 9  | Stalled                           | —               | 21 agosto 2012     | Inedito         |
| 10 | Moving On                         | —               | 21 agosto 2012     | Inedito         |
| 11 | Future Tense                      | —               | 28 agosto 2012     | Inedito         |
| 12 | Maybe Baby                        | —               | 4 settembre 2012   | Inedito         |
| 13 | A Problem Shared                  | —               | 11 settembre 2012  | Inedito         |
| 14 | The Right Time                    | —               | 18 settembre 2012  | Inedito         |
| 15 | Footprints                        | —               | 2 ottobre 2012     | Inedito         |
| 16 | A Whole New World                 | —               | 9 ottobre 2012     | Inedito         |
| 17 | Matters of the Heart              | —               | 16 ottobre 2012    | Inedito         |
| 18 | Eyes Wide Open                    | —               | 23 ottobre 2012    | Inedito         |
| 19 | To Have & to Hold                 | —               | 30 ottobre 2012    | Inedito         |
| 20 | The Whole Truth                   | —               | 6 novembre 2012    | Inedito         |
| 21 | Perfect Match                     | —               | 13 novembre 2012   | Inedito         |
| 22 | This is Our Last Goodbye          | —               | 27 novembre 2012   | Inedito         |